# マイルス "テイルス" パウアー
マイルス "テイルス" パウアー（Miles "Tails" Prower）は、セガグループ（セガゲームス、セガ・インタラクティブ）のビデオゲーム『ソニックシリーズ』に登場する架空のキャラクター。初登場は、1992年11月21日に発売した『ソニックシリーズ』の第2作目にあたる『ソニック・ザ・ヘッジホッグ2』からで、スピンオフ作品である漫画やアニメーションにも登場している。キツネを擬人化したキャラクターで、正式な本名は「マイルス・パウアー」であるが、尻尾が2本あることから「テイルス」と通称される。本来は蔑称であったが主に本人の意識変化により誇りとして受け入れている。

## プロフィール
- 名前：マイルス・パウアー（英: Miles Prower）
- 愛称：テイルス（英: Tails）
- 性別：男
- 種別：キツネ
- 年齢：8歳[1]
- 身長：80cm
- 体重：20kg
- 特技：2本の尻尾を回転させて空を飛ぶこと（ヘリテイル）
- 趣味：機械いじり、メカの操縦
- 好きな物：ミントキャンディ、クリスマス
- 嫌いな物：雷、おばけ
- 一人称：ボク[2]

## 人物
ソニックと出会う以前は2本ある尻尾のことでイジメられていたが、ソニックと出逢い、彼に憧れ後ろを追うことで勇気と前向きな気持ちを持つようになる。ソニックは憧れの対象だが、心の中ではいつかソニックに頼られるような存在になりたいと願っている。
通称名の「テイルス」は尻尾の意の「tail」と複数形の「s」をくっつけたものであり、尻尾が2本あることに由来する。本名の「マイルス」は距離の単位マイルから取られており、スピードのソニック、距離のマイルスという対比から名付けられた。フルネームのマイルス・パウアーは、miles per hour（時速～マイル）を由来とする。
公式プロフィールにおいては多くの場合上記のように表記されており、性格的には常にポジティブで行動的なソニックと対照的な設定がなされている。当初は非常に気弱で内向的な性格付けがなされていたが、近年の作品においてはソニックも一目置く頼りがいのあるパートナーとして描かれており、『ソニックアドベンチャー』のテイルスのテーマソングである“Believe In Myself”においても、一方的な憧れから脱却しようとする意思がうかがえる。
『ソニック・ザ・ヘッジホッグ2』以降のシリーズにはほぼ全てに出演している人気キャラクターで、以降の作品では2Pキャラ、選択キャラとして操作できるものがほとんどであり、『テイルスのスカイパトロール』や『テイルスアドベンチャー』などテイルスを主人公にしたスピンオフ作品も多数存在している。容姿や声から女性に間違われることもあるが、設定上の性別は男性である。
『ソニック3&ナックルズ』では7つのスーパーエメラルドを全て集めるとスーパーテイルスに変身できる。変身している間は金色に輝くフリッキーが周囲を飛び周り、周辺の敵を倒してくれる。
特筆すべきは幼いながらもその天才的な技術力を持っている点であり、自身が発明したメカや乗り物で活躍することが多い。発明のみではなく操縦も得意で、作品ごとに登場するメカはほぼ全て彼が搭乗している。スピンオフ作品やアニメでも、その世界の乗り物や研究物に強い興味を引かれるシーンが多々あり、Dr.エッグマン同様に一種のメカをこよなく愛する性格が見られることから、発明を悪の目的に使うDr.エッグマンとは、同じくメカを扱うキャラクターとして対照的なイメージで描かれている存在といえる。そのため、メカで悪事を働く彼を同じメカニックとして許せないとする発言が多く、『ソニック ロストワールド』ではそれが顕著になり、お互い憎まれ口を叩き合い、「仲良くなるなんて絶対無理」と言っていたが、『マリオ&ソニック AT ソチオリンピック』のオールスターチャレンジロードを制覇するとエッグマンと手を取り、優勝の喜びを分ち合う一面を見せた。
一方で『ソニックワールドアドベンチャー』では、チップがエッグマンは人質にご飯を与えないような悪者だと思っていたことに対し「いくらエッグマンでもご飯ぐらいは食べさせてると思う」と教えたり、『ソニック カラーズ』でもエッグマンが今までのことを謝りたいということに半信半疑ながらも「いくらエッグマンでもそこまでバカじゃないよ」と、彼の志向をある程度は把握しているとされる場面がある。このためメタルソニックやエッグマンネガがエッグマンに成りすまして悪事を働いた際は、相手が偽物だとハッキリ疑うなど勘の鋭い面を見せている。
普段は内気な面を覗かせる一方、『ソニックライダーズ』でウェーブに自身のエクストリームギアのチューンを馬鹿にされて奮起したり、また『ソニック ロストワールド』ではソニックが自分よりもエッグマンの言っていることを信用していると思い込み語気を強めてソニックに迫り喧嘩になりかけたことがあるなどメカニックに関する知識のプライドは高く、そういった場面では強気な態度を見せることもある。

## 実写映画版
初登場は『ソニック・ザ・ムービー』のポストクレジット。
『ソニック・ザ・ムービー/ソニック VS ナックルズ』ではソニックの活躍を陰ながら観察していたが、ロボトニックがナックルズを連れ立って地球に襲来することを知り、自らソニックと接触するために地球へと降り立つ。ソニックとは初対面でテイルスが一方的に地球に押し掛ける形であったが、事情を知ったソニックとはすぐ親友同士となり、ソニックと共にマスターエメラルドを探す旅に出た。
その後ワカウスキー家の一員となり、『ソニック×シャドウ TOKYO MISSION』ではソニック一行のメカ担当として作中で活躍。

## テイルスの扱うメカ
TORNADO（トルネード）
機体下部にロケットエンジンのような物を搭載した複葉型のプロペラ飛行機。元はソニックが所有していたが、ほとんどの場合テイルスが操縦している。『ソニック ワールドアドベンチャー』のPS3&Xbox 360版ではトルネード2のように戦闘モードに変形できる機能を備え付けた。単座機でありながらソニックが翼や後部に立って二人乗りをすることが多く、『ソニックワールドアドベンチャー』では座席の後ろに立ち乗り用のステップが用意されている。アニメ作品（『ソニックX』）等において、元は赤だった色をテイルスがトルネード2のカラーである青に塗り替えた、という描写があるが、これがゲーム上の公式設定とされているかは不明。
登場作：『ソニック・ザ・ヘッジホッグ2』等。
TORNADO2（トルネード2）
基本はトルネードと同じだが、原動力をカオスエメラルドにし、変形機能を備え付けたトルネードのアップグレード版。変形後はX字型の翼を持つ未来的なデザインとなるが、着陸脚を展開できず、また下部の翼が邪魔になり着陸できなくなるという欠点も持っている（ただ、『ソニックアドベンチャー』でのエッグキャリアとの戦闘後は無理矢理胴体着陸をしていた）。『ソニックアドベンチャー』ではエッグキャリアに突入する際に使用し、後にたまたま同じくエッグキャリア内にいたビック・ザ・キャットに使用されてミスティックルーインに墜落。更にその後、原動力になっているカオスエメラルドをカオスに奪われた。『ソニックアドベンチャー2』では最初からX字翼の状態で登場。主に後述のサイクロンへ変形して戦うほか、車のような地上走行形態にも変形できる。『ソニックX』の第1期最終回では、発明家チャックに改造され、ハイパートルネードへ変形した。
登場作：『ソニックアドベンチャー』、『ソニックX』等。
CYCLONE（サイクロン）
トルネードシリーズを2足歩行メカに変形させたアップグレード版。ちなみにサイクロンはトルネードのモードチェンジ後の形態の名称を指しており、飛行形態時には従来通りトルネードと呼ばれる。
登場作：『ソニックアドベンチャー2』
X TORNADO（Xトルネード）
発明家チャックとの共同でトルネード2を改造した万能機。2足歩行のXサイクロンへと変形することができる。第2期では金色に塗装した新造機が登場する。
登場作：『ソニックX』
『ソニック・ザ・ヘッジホッグ2』以降に登場するプレイヤー陣営のメカは、そのほとんどがテイルスが設計開発したものであり、多くの乗り物やメカが登場する。
乗り物としての特性とキャラクター的な魅力が相まってか、ソニックブランドの名を冠したレースゲームにおいては、プレイヤーの自機として登場することも多い。他の発明品としては、『ソニック&テイルス2』や『テイルスアドベンチャー』に登場した万能潜水艦シーテイル、『ソニックドリフトシリーズ』に登場した車や、『ソニックライダーズ』のソニック達のギア、はては探知機や翻訳機、基地そのものなど、アニメやスピンオフに登場した物を含めると膨大な数になる。飛行物が多い。

## 変身・関連人物
『ストーリーブックシリーズ』ではあくまで「良く似た人物」であり、本人ではない。
スーパーテイルス
『ソニック3&ナックルズ』に登場する、7つのカオスエメラルドの力で変身したテイルス。
ちなみにスーパー化したのは『ソニック3&ナックルズ』のみであり、『ソニックヒーローズ』では金色のバリアが張られただけであった。
ハイパーテイルス
『ソニックオリジンズ』に登場する、7つのカオスエメラルドが変化した「スーパーエメラルド」の力で変身したテイルス。
アリババ
『ソニックと秘密のリング』に登場する、『アリババと40人の盗賊』の物語に出てくる貧乏な青年。町中でマジンに襲われていたところをソニックに助けられ、彼の冒険を陰ながらサポートする。この世界の英雄・シンドバッドとは旧知の仲である。彼の姿が、あまりにもテイルスに瓜二つで（ソニックが彼を助けたのも、反射的に親友と勘違いしたため）ソニックはかなり困惑していた。
鍛冶屋
『ソニックと暗黒の騎士』に登場する、キャメロット城下で鍛冶屋を営む、業物の目利きに自信がある人物。ソニックの相棒・カリバーンの要望で、切れ味が落ちた聖剣を鍛え直す（と身だしなみ）ために、物語の最初に赴く相手。ソニックは、かつての『アラビアンナイト』での冒険で教訓を得ており、すぐにテイルス本人ではないことに気づく。
ゲーム中では、ミッション前に彼の店を訪れて、自身の剣の流儀（スタイルチェンジ）を変えたり、冒険の途中で手に入れたアクセサリーを装備したりと、冒険の下準備をすることが出来る。また、冒険を進めると武器の合成も出来るようになる。
クラシックテイルス
『ソニック ジェネレーションズ』に登場する、過去世界のテイルス。身長60cm、体重15kg。クラシックソニックと違い喋れるが、声は同作に登場するモダンテイルスとは異なる人物が担当しており、久々に子役が起用されている。見た目も性格もモダンに比べ幼いが、クラシックソニックの相棒であり、やがて未来の自分と出会ったことで事件の真相に迫っていくことになる。ミッションにおいてはクラシックソニックを遠方まで運ぶ役割を果たす。エンディングではクラシックソニックと一緒に帰っていった。

## 声優
メガドライブ時代には声が無かったが、『ソニックアドベンチャー』以降のゲームから声の演出が始まった。当初は子役を起用していたが、『ソニックX』以降はゲームでも広橋涼で固定されている。
実写映画版においては原作キャラクターで唯一ゲーム・アニメと共通のオリジナルキャストが声を当てている（英語オリジナル版をコリーン、日本語吹き替えを広橋が担当）。

### メイン
日本語音声
- 広橋涼 - 『ソニックX』以降の関連作品

英語音声
- エイミー・プラネット - 『ソニックX』から『ソニックと暗黒の騎士』までの関連作品
- ケイト・ヒギンズ - 『ソニック フリーライダーズ』から『マリオ&ソニック AT ソチオリンピック』までの関連作品
- コリーン・ヴィラード - 『ソニックトゥーン』以降の関連作品

### その他
日本語音声
- 椎名へきる - OVA版『ソニック・ザ・ヘッジホッグ』

- 林一樹 - 『ソニックアドベンチャー』
- 村田あつき - 『ソニックシャッフル』『ソニックアドベンチャー2』
- 吉永拓斗 - 『ソニック ジェネレーションズ』：クラシックテイルス

英語音声
- ブラッドリー・ピアース - ABC版アニメ『ソニック・ザ・ヘッジホッグ』
- ルシー・テイラー - 『アドベンチャーズ・オブ・ソニック・ザ・ヘッジホッグ』パイロット版
- クリストファー・スティーブン・ウェルチュ - 『アドベンチャーズ・オブ・ソニック・ザ・ヘッジホッグ』
- クリス・ターナー - 『アドベンチャーズ・オブ・ソニック・ザ・ヘッジホッグ』クリスマス特別編
- Lainie Frasier - OVA版『ソニック・ザ・ヘッジホッグ』
- コーリー・ブリンガス - 『ソニックアドベンチャー』『ソニックシャッフル』『ソニックアドベンチャー2』
- コナー・ブリンガス - 『ソニックアドベンチャー』『ソニックシャッフル』『ソニックアドベンチャー2』
- ウィリアム・コーカリー - 『ソニックアドバンス3』